# Святий Филип Агіра
Філіп з Агіри (італ. Filippo d'Agira; 40 або бл. 396, Фракія — 12 травня 103 або бл. 453, Агіра) — «апостол Сицилії», святий католицької та православної церков, пам'ять 12 травня.

## Біографія

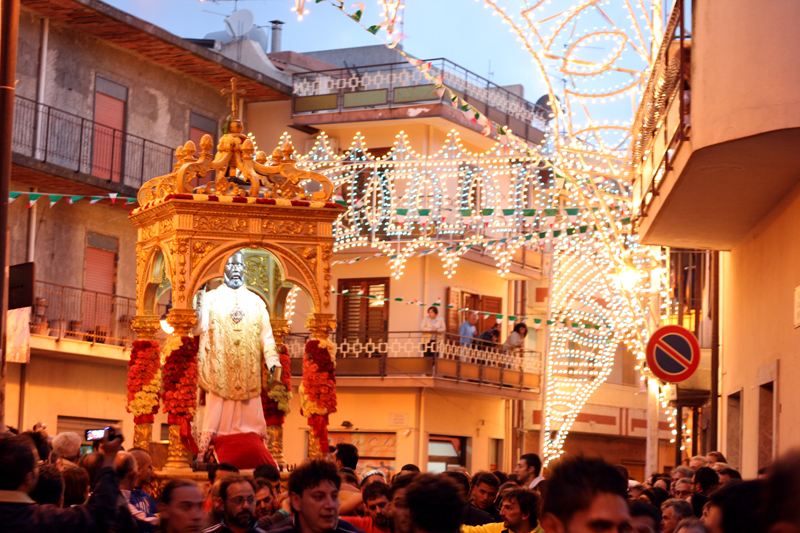
Процесія на честь святого Філіппа Агірського, святкування якого відбувається 11, 12 і в третю неділю травня в Ліміні, Сицилія

Згідно з монахом Євсебієм, його супутником і агіографом, Філіпп був навчений християнській вірі з юних років і вивчив сирійську мову. Перебравшись до Рима разом з тим самим Євсебієм, він отримав священницьке рукоположення та доручення вирушити на Сицилію, щоб допомагати місцевому населенню у вірі. Спочатку він оселився у печері на горі в сучасному Сан'Анджело-ді-Броло, печері, яка існує і досі, а потім в стародавньому місті Агірум (яке пізніше стало Сан-Філіппо д'Агіра, а нині це Агіра в провінції Енна). Він жив, здійснюючи екзорцизми і чуда. Після його смерті на його могилі спочатку була зведена церква, а згодом і монастир. Його тіло було ексгумовано і досліджено в 1625 році.

## Альтернативна агіографія
Однак існує інша версія про життя цього святого, відомого також як святий Філіпп Сирійський. Попри характеристики священника і чудотворця, згадані вище, він нібито народився в Сирії близько 40 року за часів імператора Нерона і помер близько 103 року, саме 12 травня.
Між 63 і 66 роками він прибув до Рима, де був освячений тодішнім папою Петром апостолом, який незабаром після цього доручив йому вирушити до Сицилії для проповіді слова Христа, де язичництво було широко поширене.
Першим містом, яке він відвідав, було Фаро-Суперіоре; згодом він відвідав Ліміну, Монжюффі-Мелія, щоб продовжити уздовж узбережжя Іонічного моря. У Мессіні також є район, названий на честь святого Філіппа, неподалік від сучасного футбольного стадіону, з монастирем базиліян, присвяченим святому, збудованим поблизу печери, де за традицією він перебував. Пізніше він прибув до Калатаб'яно, де був добре прийнятий населенням і уважно вислуханий під час проповіді Євангелія. Після того, як він залишив Калатаб'яно, він вирушив до Агіри, де продовжував проповідувати слово Христа до самої смерті.

## Вшанування
Його культ досить поширений на острові. Його святкування відбувається 12 травня.
Незалежно від того, в яку епоху він жив, вшановується як покровитель у:
- Ачі-Сан-Філіппо (фракція Ачі-Катена,
- Агіра
- П'яцца-Армерина
- Калатаб'яно
- Монжюффі-Мелія
- К'ярамонте-Гульфі
- Ліміна
- Роді-Мілічі
- Санто-Стефано-Медіо (фракція Мессіни)
- Монфорте-Сан-Джорджо, де існував вівтар, присвячений святому

також він вшановується в:
- Сан-Філіппо-дель-Мела
- Фавеллоні-П'ємонте (фракція Чессаніті)
- Лауріто
- Сан-Філіппо-ді-Пелларо]]